# سبنسر مارتن (سائق سباق)
سبنسر مارتن (بالإنجليزية: Spencer Martin)‏ هو سائق سباق أسترالي، ولد في 1940 في سيدني في أستراليا.